# Västgötagatan 5

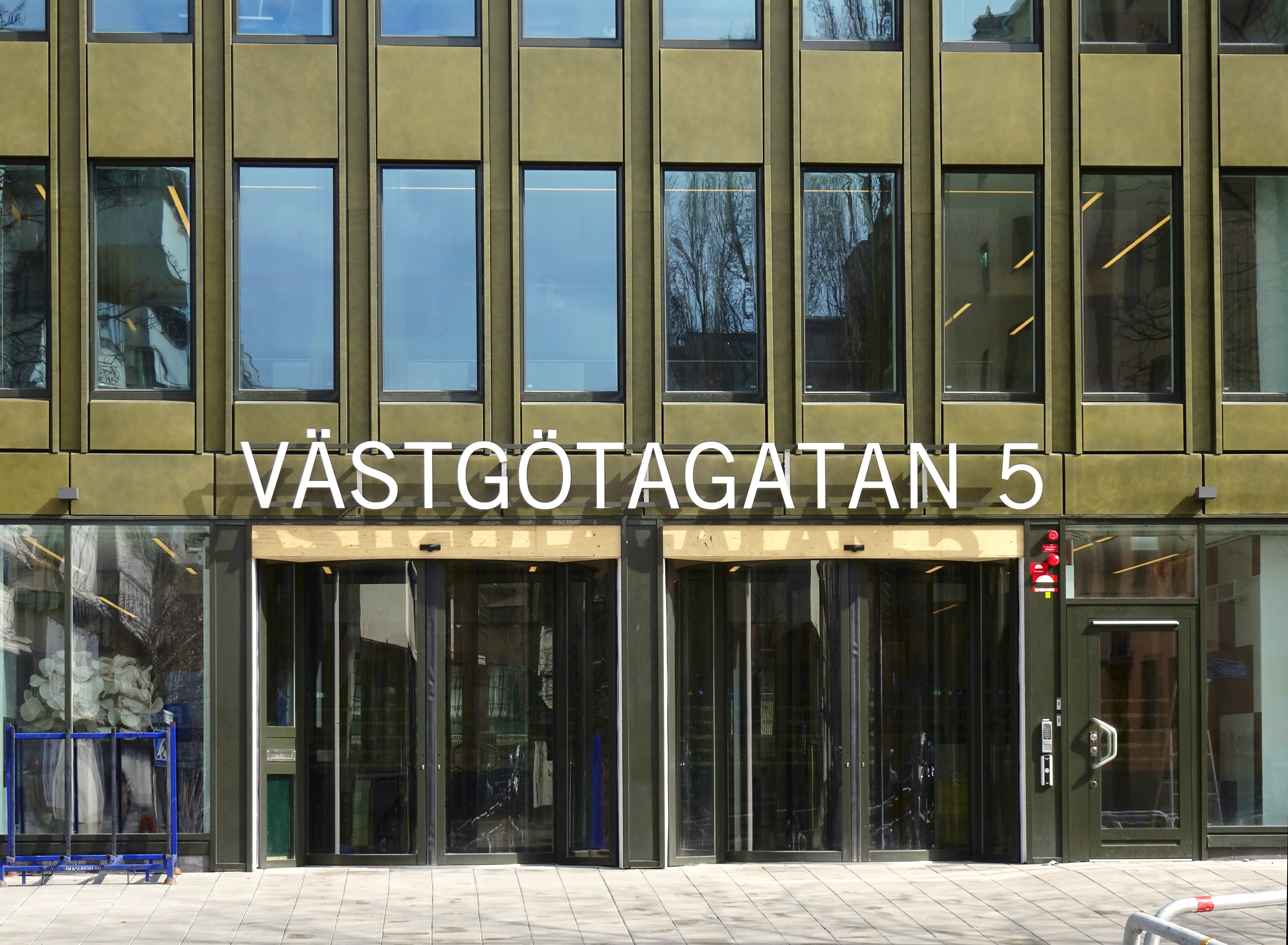
Västgötagatan 5 i april 2016.

Västgötagatan 5 är namnet på ett ombyggnads- och förnyelseprojekt i kvarteret Nattugglan, Västgötagatan 1-7 på Södermalm i Stockholm. Fastigheten Nattugglan 14, ursprungligen byggd för dåvarande Skattemyndigheten, genomgick mellan 2014 och 2015 en omfattande modernisering och nominerades som en av tio finalister till Årets Stockholmsbyggnad 2016. 

## Bakgrund

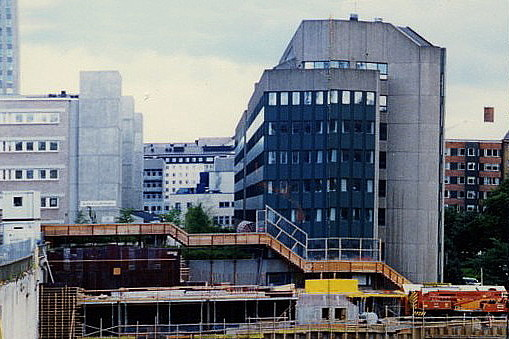
Nattugglan 14 (Hus 01) från norr, 1990.

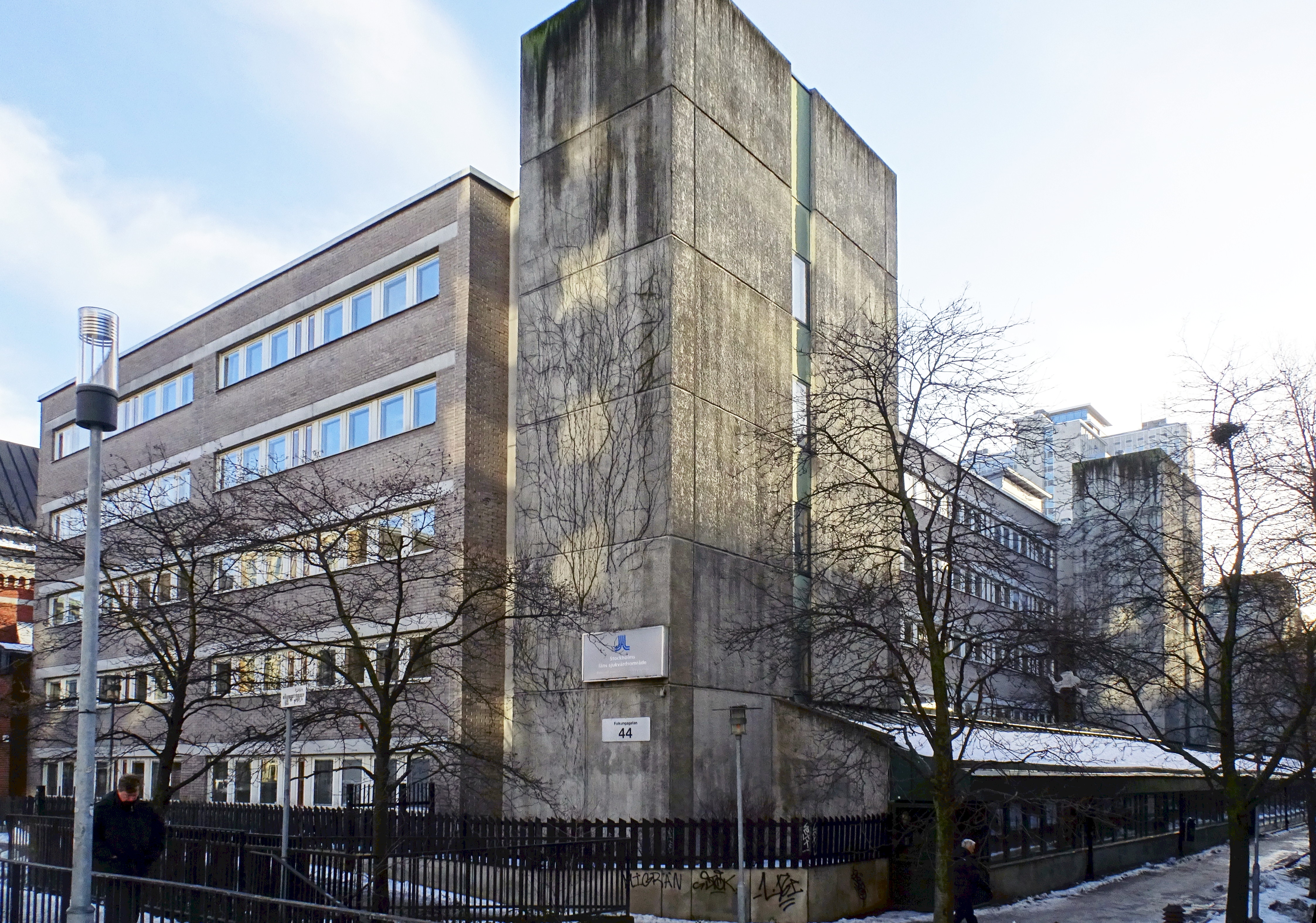
Nattugglan 14 (Hus 02) januari 2017.

Byggnaden ligger i kvarteret Nattugglan, strax söder om Medborgarhuset och i samma kvarter som Sankt Eriks katolska domkyrka och de numera försvunna industribyggnaderna för Victoria ångkvarn och Wilhelm Hellgren & Co. Här uppfördes 1978 ett stort kontorshuskomplex bestående av två byggnadskroppar för dåvarande Skattemyndigheten. 
Uppdragsgivare var Byggnadsstyrelsen som anlitade EHKL arkitektkontor att formge byggnaderna. Resultat blev ett ganska slutet tiovåningshus (Hus 01) i betongelement med indragen takvåning och ett halvrunt trapphustorn i vardera hörn. Fönstren var samlade i stora fält med grönfärgade plåtkassetter mellan dem. 
Till byggnadskomplexet hör även en gårdsbyggnad (Hus 02) som är sammanbyggd under mark med huvudbyggnaden. Även det är uppfört i betongelement och har fyra flyglar eller vingar mot öster och tre trapphustorn längs sin västra fasad. Under Hus 02 går Söderledstunneln. Genom kvarteret, mellan Hus 01 och Hus 02, löper ett gångstråk som förbinder Folkungagatan och Åsögatan. 
Årsskiftet 2013/2014 flyttade Skatteverket till nya lokaler vid Lindhagensplan på Kungsholmen. I och med det bestämde Vasakronan, som numera är fastighetsägare, att låta renovera lokalerna vid Västgötagatan och anpassa dem för nya moderna kontorslösningar. Beslut till ombyggnaden togs i augusti 2013 och byggstart var i januari 2014. För den nya utformningen anlitades arkitektkontoret Equator Stockholm.
Även för Hus 02 formulerades omfattande förändringar, som bland annat innebär rivning av det befintliga och uppförandet av ett nytt kontorshus på samma plats. Den nya byggnadens norra fasad blir en del av Folkungagatans gaturum och huset utgör även en fondbyggnad mot ett av Medborgarplatsens stråk. Några ombyggnadsarbeten var 2016 inte påbörjade.

## Projektet Västgötagatan 5

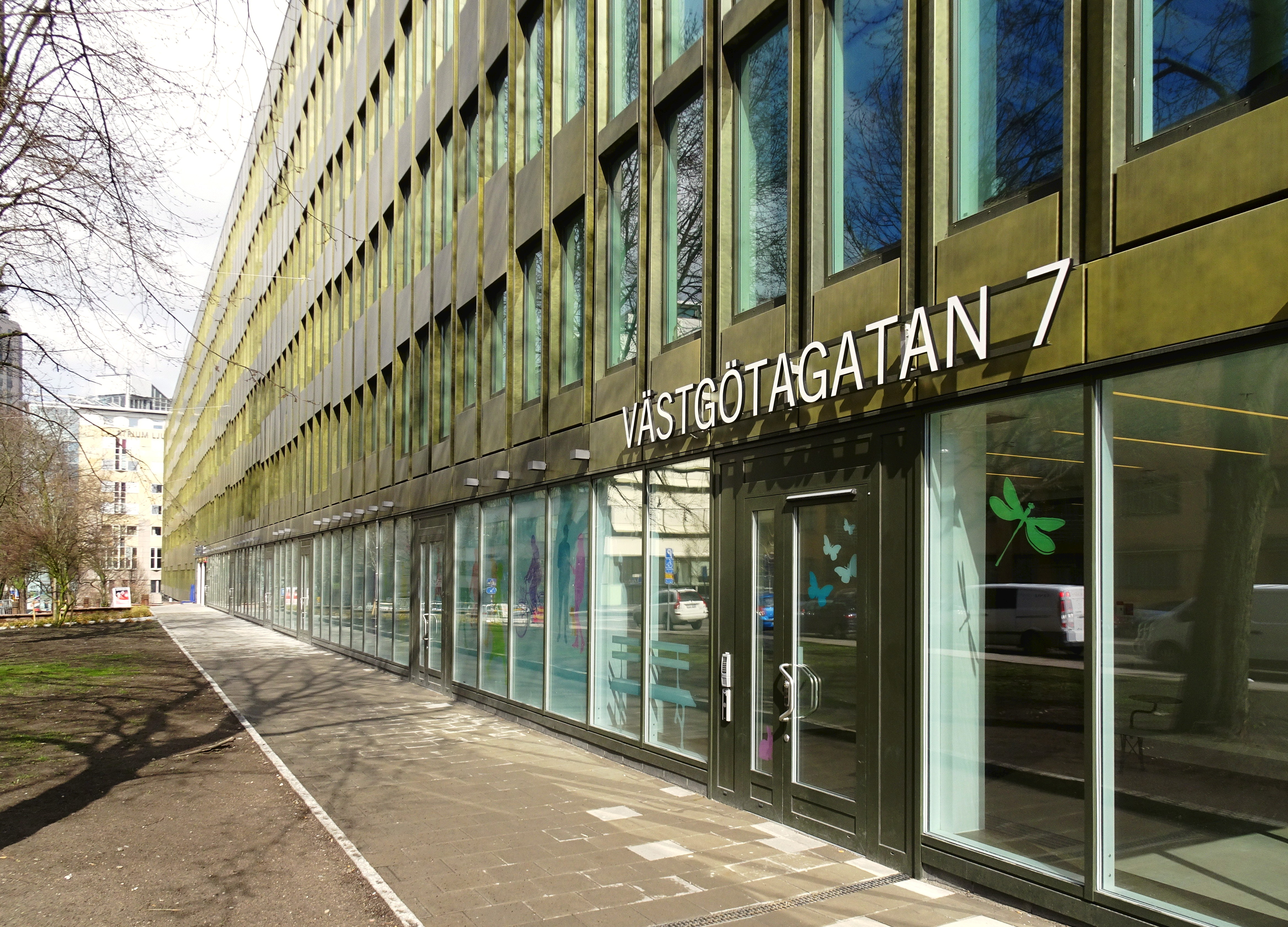
Västgötagatan 1-7 i april 2016.

”Projekt Västgötagatan 5” avser upprustning och ombyggnad av Hus 01. Här ingick bland annat att riva trapphustornen och våning 10 för att sedan byggas upp på nytt i en annan utformning. Dessutom gjordes hela byggnaden ”stomren” vilket innebar utrivning av alla installationer och samtliga icke bärande väggar. För att erhålla en rikare variation i fasaden sågades några betongelement upp för större fönsteröppningar. De gamla plåtkassetterna har bockats om och kompletteras med nya samt fått en ny ytbehandling som reflekterar ljus och skugga och som förändras med skiftande ljusförhållanden. Nya fönster monterades samt ny, effektivare värmeisolering. Taket är belagd med sedum. 
De nya kontorslokaler utformades som öppna landskap där 30 procent av ytan kan vara konferensrum och kontor. På varje våningsplan finns plats för fyra hyresgäster. På markplanet mot Västgötagatan öppnades byggnaden upp med stora fönsterytor, här finns plats för restaurang eller café, en butik samt en konferensavdelning. Den färdiga byggnaden fick den högsta miljöcertifiering LEED Platinum. LEED står för Leadership in Energy and Environmental Design och bedömer bland annat närmiljö, vattenanvändning, energianvändning, material samt inomhusklimat.
I april 2016 valdes ”Projekt Västgötagatan 5” till en av tio finalister i den årliga arkitekturtävlingen Årets Stockholmsbyggnad. Juryns kommentar löd: ”Här snackar vi hållbarhet på riktigt, detta gör betraktaren på gott humör. Innovativa och hållbara lösningar där fasadplåten har återanvänts, bockats om och fått ny ytbehandling innan de satts tillbaka. Ett bra exempel på att det inte är nödvändigt att riva för att förbättra"
Nomineringen var omstridd eftersom ombyggnaden forcerats fram och startade utan att det fanns bygglov som vunnit laga kraft, det  ursprungligen planerade ombyggda huset var för högt och överskred gällande stadsplan och det hela måste under bygget förändras och något förminskas.

## Bilder

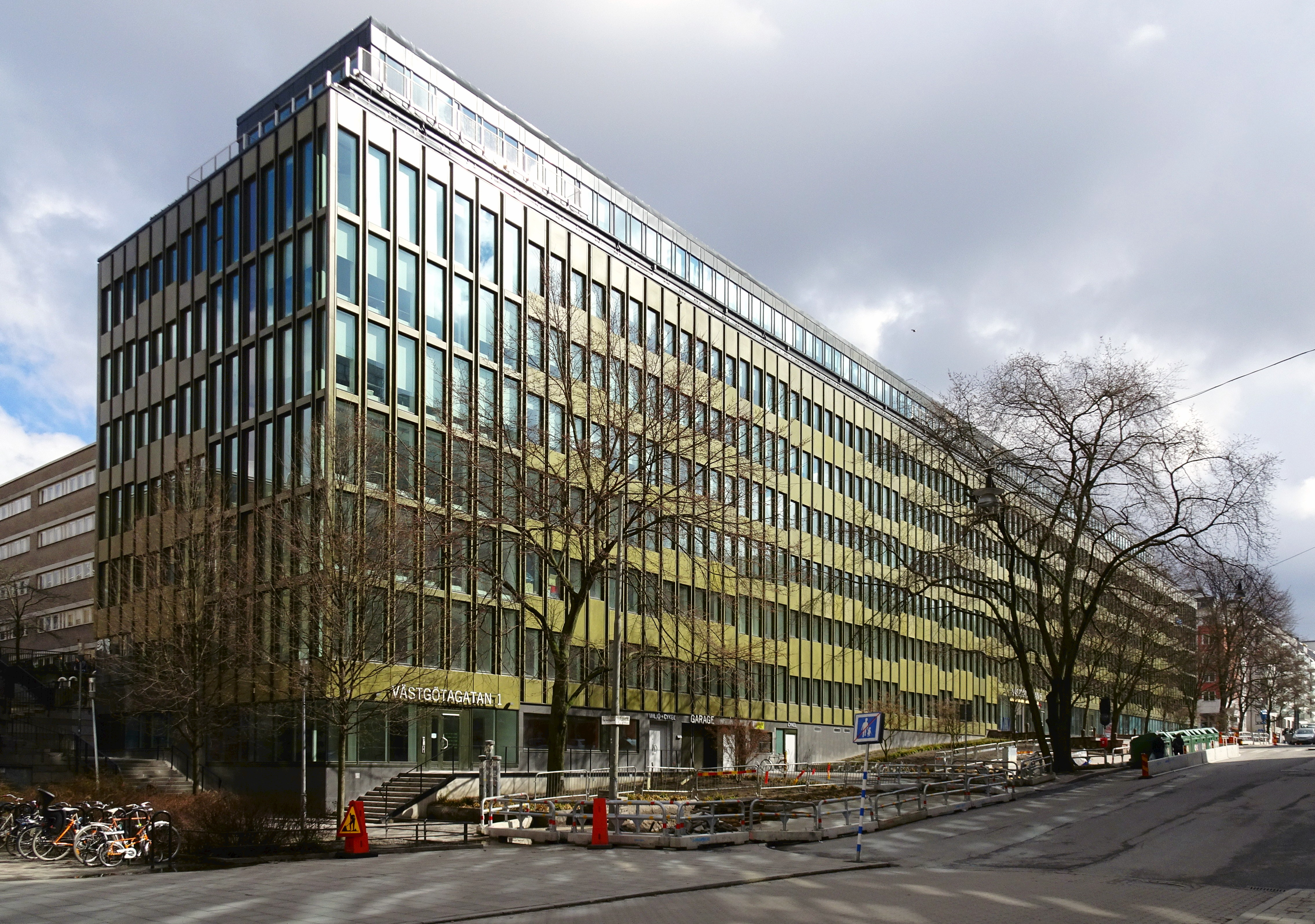
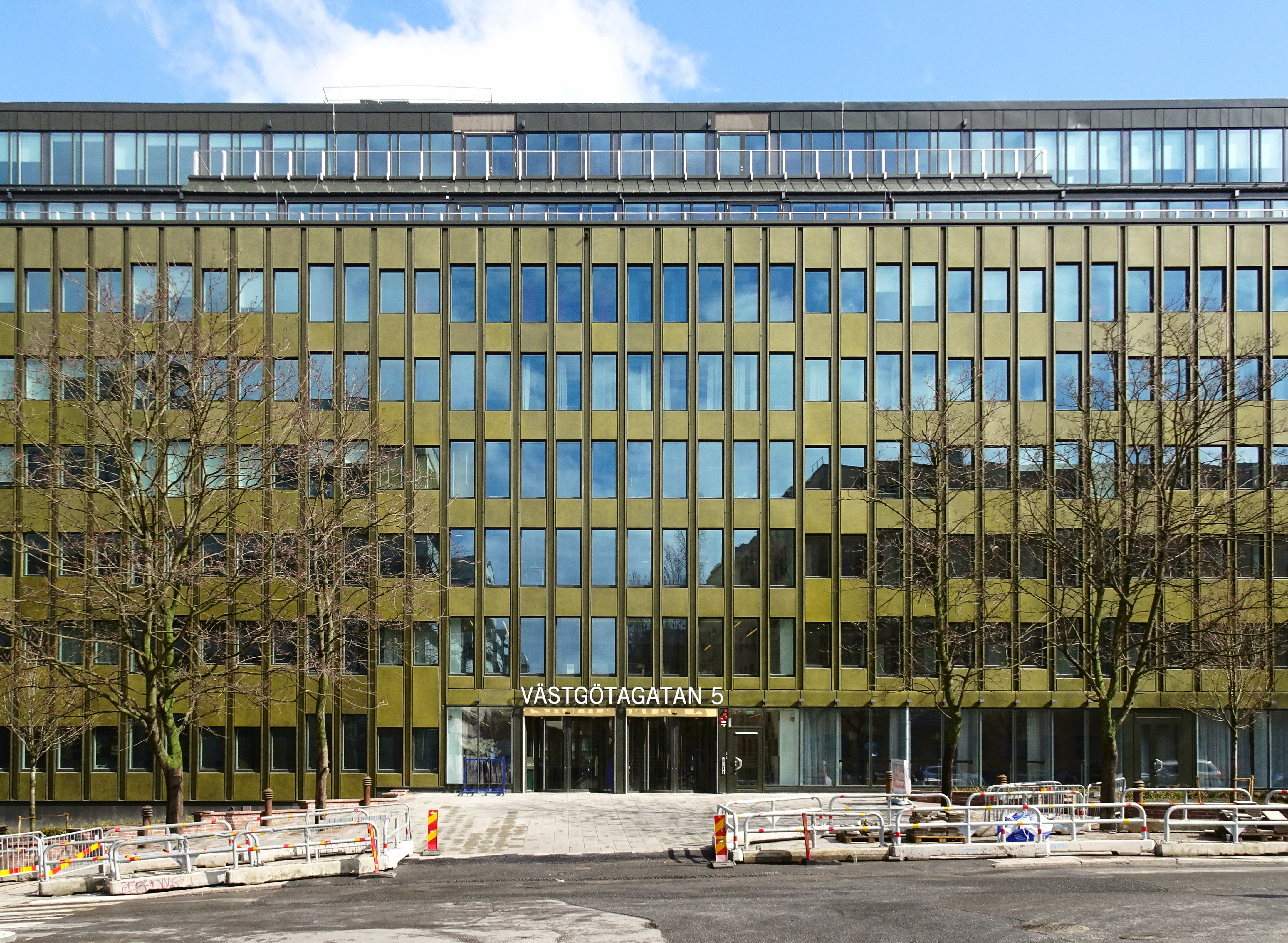
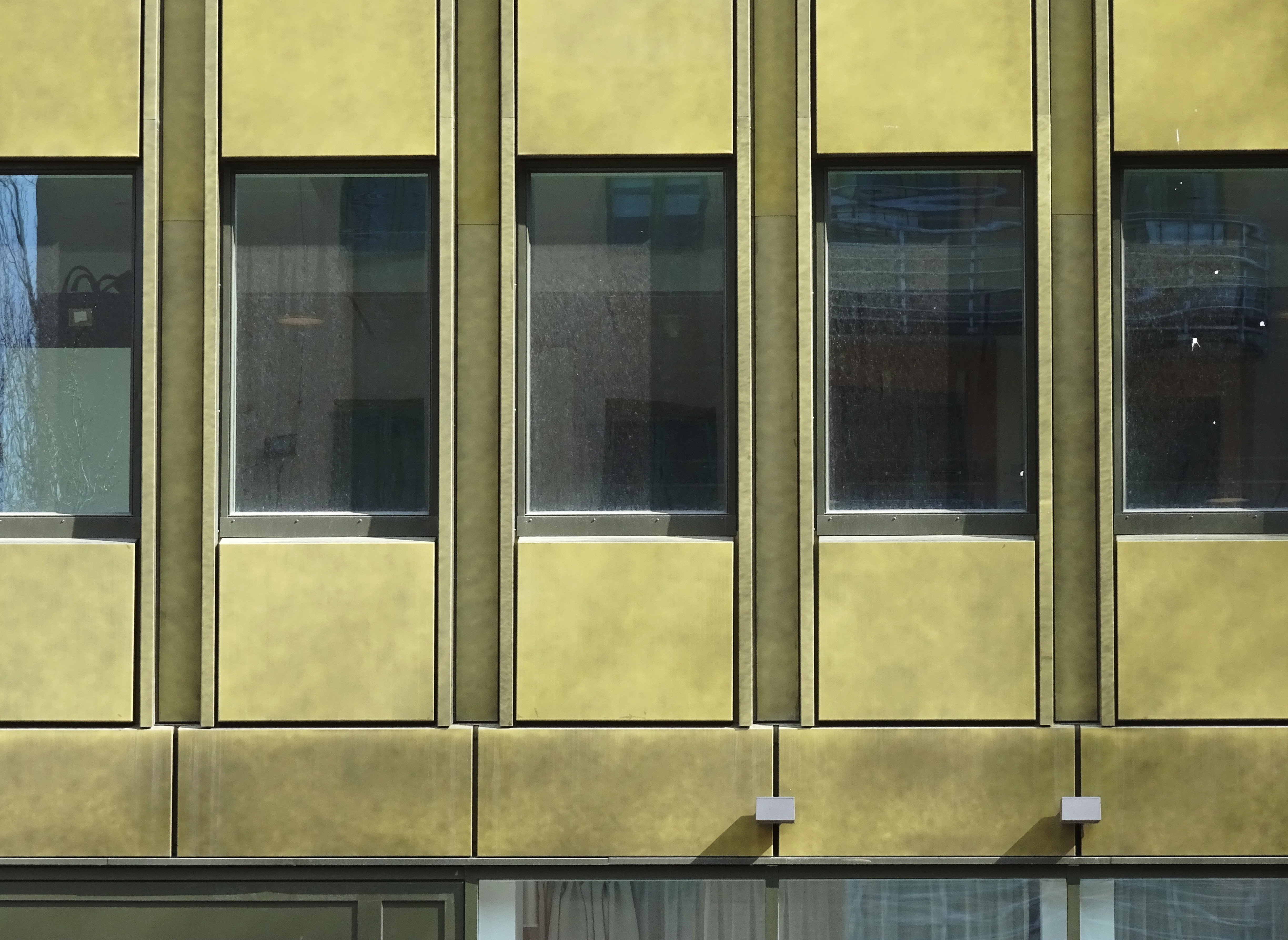
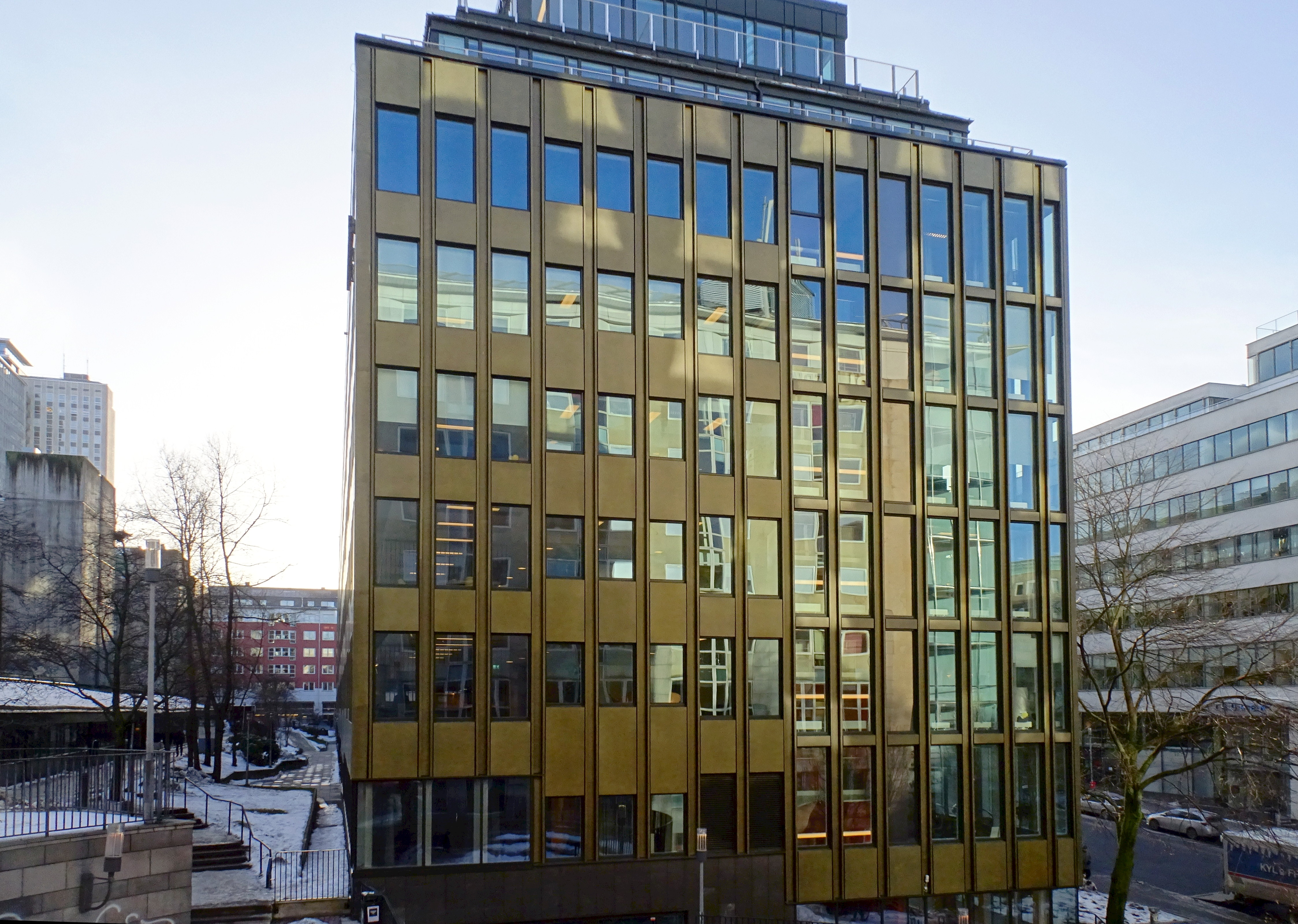
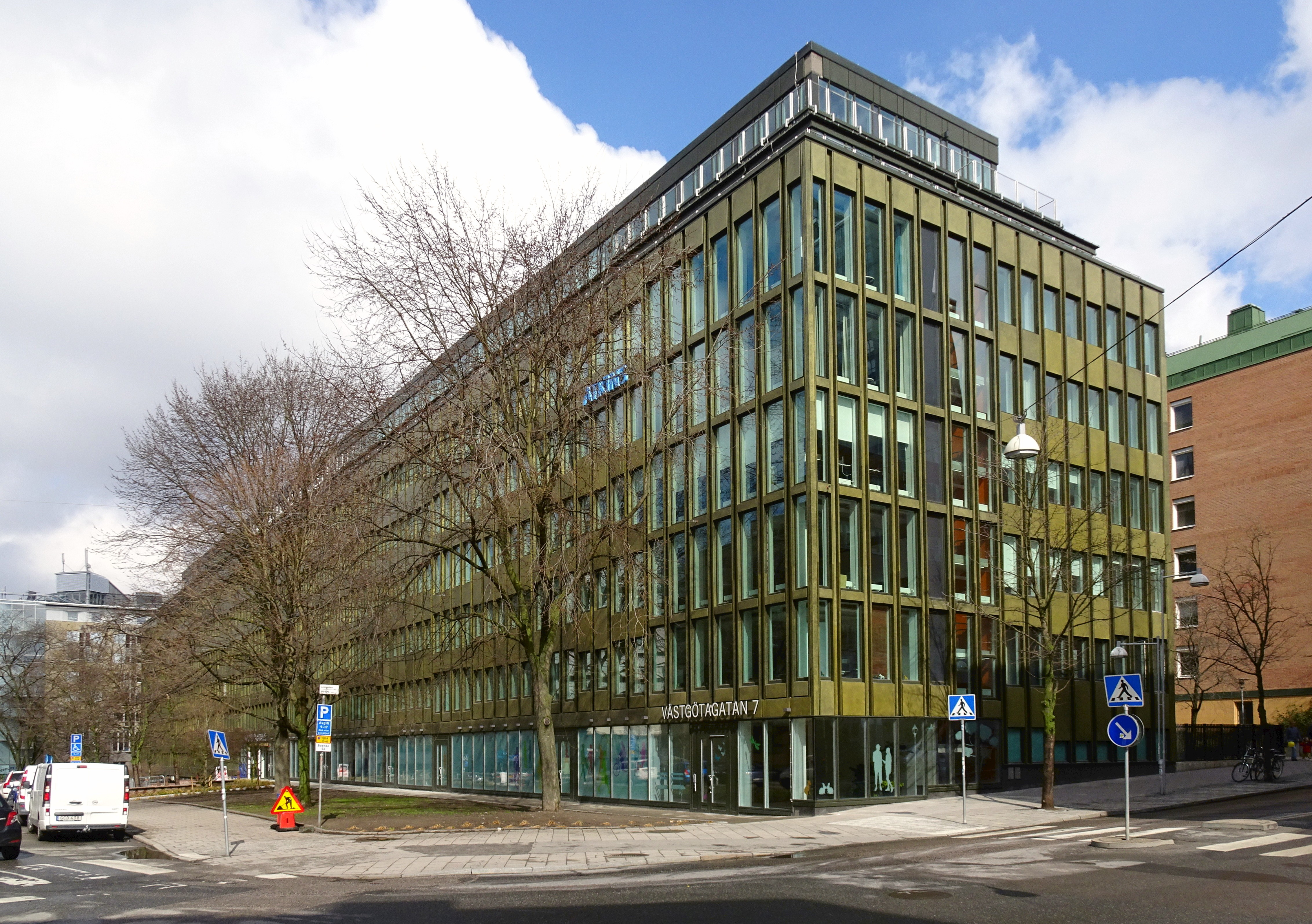